# Romans pour tous
Romans pour tous  est une collection créée par les éditions Tallandier en 1918, dans le cadre du Livre national.
Elle reprend le titre d'un périodique mensuel, Le Roman pour tous, publié à Paris de 1889 à 1893, qui publia des romans populaires en feuilletons et illustrés.
En 1948-1949, une collection de romans populaires sort sous le même titre aux Éditions des Élégances.

## Liste des titres

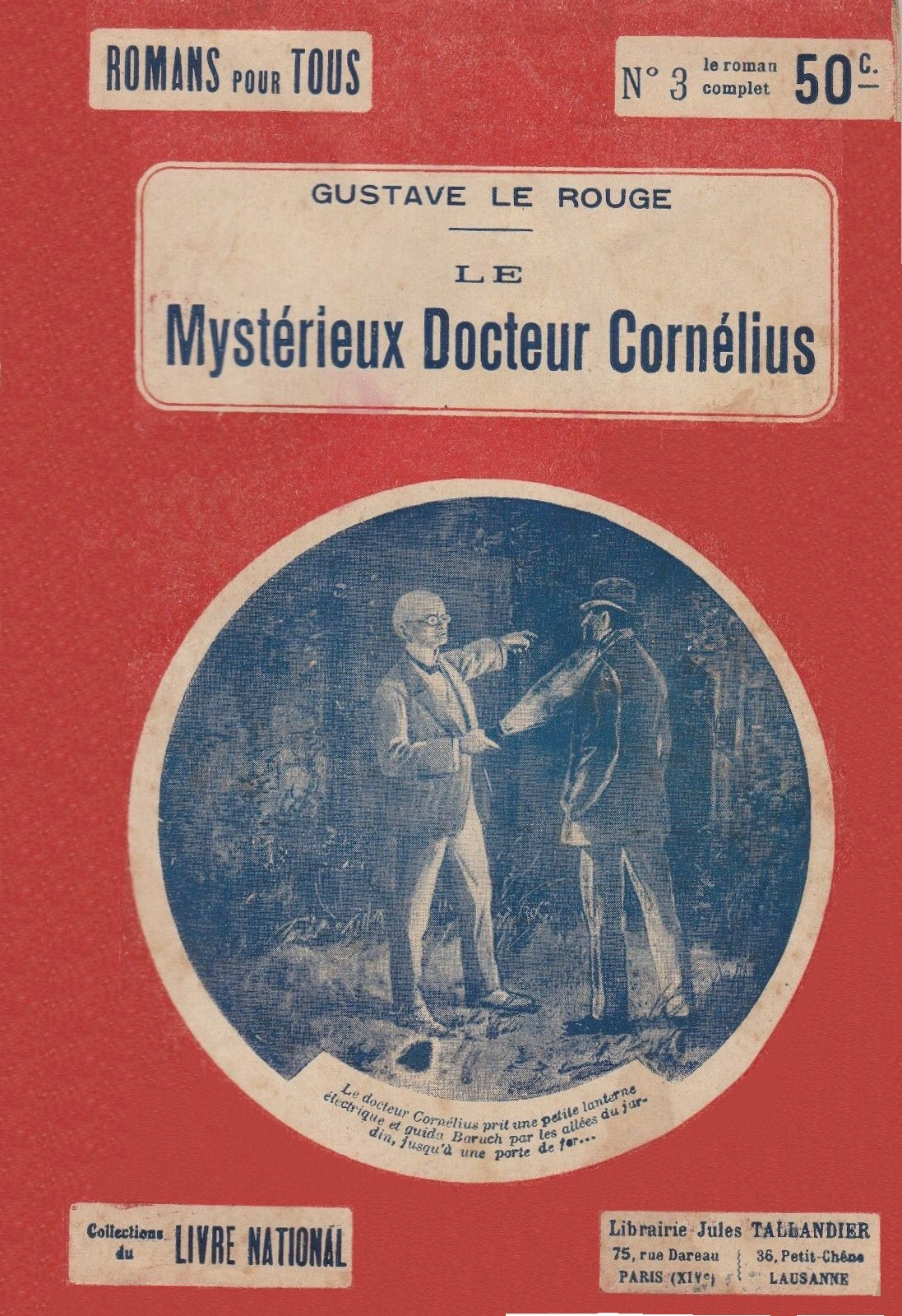
Couverture du n° 3.

- 1. Les feuilles tombent par Jules Mary
- 2. L'Enfant perdu  par Henri Germain
- 3. Le Mystérieux Docteur Cornelius  par Gustave Le Rouge
- 4. Tante Jacqueline  par Paul d'Aigremont
- 5. Sœurs tragiques par Jules Lermina
- 11. Amour coupable de Henri Germain
- 12. Les chevaliers du chloroforme par Gustave Le Rouge
- 15. Reine de beauté par Paul Darcy
- 24. Le Cottage hanté par Gustave Le Rouge
- 40. La Dame aux scabieuses par Gustave Le Rouge
- 45. Le Dément de la maison bleue par Gustave Le Rouge
- 17. On vole des enfants à Paris par Louis Forest
- 95. La Maison du diable par Paul de Garros
- 185. La Vengeance du docteur Mohr par Gustave Le Rouge